# 堤口路街道
堤口路街道，是中华人民共和国山東省济南市天桥区下辖的一个乡镇级行政单位。

## 行政区划
堤口路街道下辖以下地区：
黄岗东路社区、无影山中路社区居委、胜利庄社区、矿院路社区、益康社区、堤口路南社区、济齐路社区、堤口庄社区、金色阳光社区和彩世界社区。

## 人口
2010年中国第六次人口普查时，堤口路街道共有人口68413人。共有家庭23941户，平均每户2.47人。14岁以下的少年儿童共7274人，占总人口10.63%；15-64岁人口共54093人，占总人口79.06%；65岁及以上的老年人共7046人，占总人口的10.29%。男性共计34995人，占总人口51.15%；女性共计33418，占总人口48.84%。本地居住的人口中，拥有本地户籍的人口为40378人，占59.02%。